# Léa Seydouxová
Léa Hélène Seydoux Fornier de Clausonne, profesně známá jako Léa Seydouxová (* 1. července 1985 Paříž), je francouzská herečka a modelka. Její praděd Jérôme Seydoux byl šéfem společnosti Pathé a prastrýc Nicolas Seydoux prezidentem a CEO filmové producentské firmy Gaumont.

## Profesionální kariéra

### Film
Za roli ve snímku Krásná Junie byla v roce 2009 nominována na Césara za nejlepší ženskou hereckou naději. V roce 2011 byla za roli ve snímku Drahá Prudence opět nominována na Césara za nejlepší ženskou hereckou naději. V roce 2013 získala první nominaci v kategorii César pro nejlepší herečku za film Sbohem, královno. Film Život Adèle, ve kterém hrála jednu ze dvou hlavních postav, získal hlavní cenu Zlatou palmu na festivalu v Cannes v roce 2013. Za roli Emmy v tomto filmu byla nominována na cenu César za rok 2014 v kategorii Nejlepší herečka, jednalo se o její druhou nominaci na tuto cenu.
Objevila se v několika amerických filmech, mezi jinými ve filmu Ridleyho Scotta Robin Hood, Allenově Půlnoci v Paříži a Birdově Mission: Impossible – Ghost Protocol. V roce 2015 se objevila ve filmu Spectre jako Bond girl Madeleine Swann.
V roce 2016 jí byl udělen francouzský Řád umění a literatury.

### Modeling
Spolupracovala s módními fotografy jakými jsou Steven Meisel, Mario Sorrenti, Ellen von Unwerthová a Jean-Baptiste Mondino, kteří nafotili série pro časopisy Vogue Paris, Numero, W, L'Officiel a Another Magazine. K roku 2012 byla tváří vůně Candy značky Prada a její řady Resort 2012.

## Osobní život
Jejím partnerem je od roku 2015 model André Meyer. Během filmového festivalu v Torontu v září 2016 oznámila, že s ním čeká první dítě. V lednu 2017 se narodil jejich první syn, kterému dali jméno George.

## Filmografie

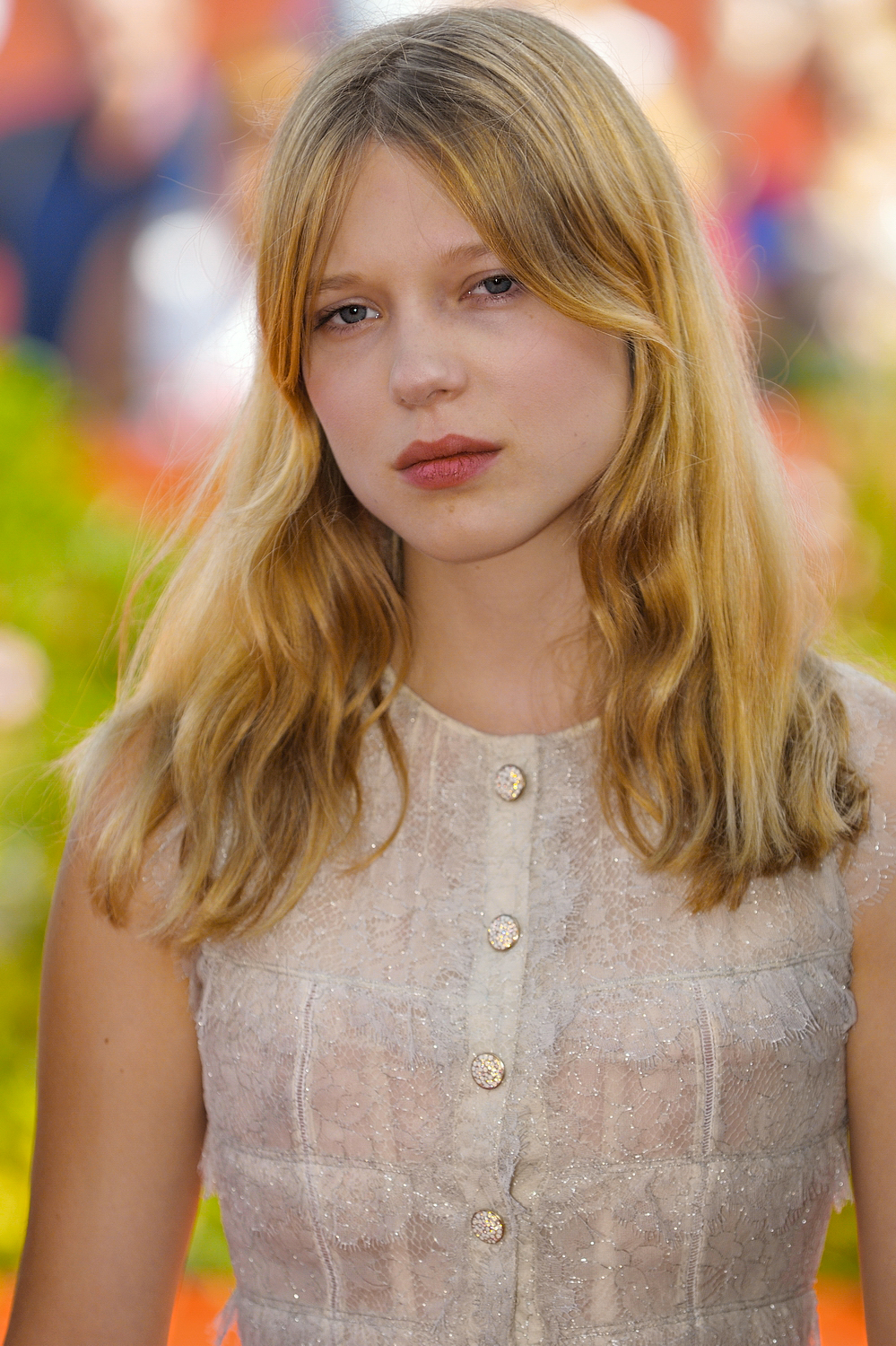
Léa Seydouxová na Benátském FF 2009

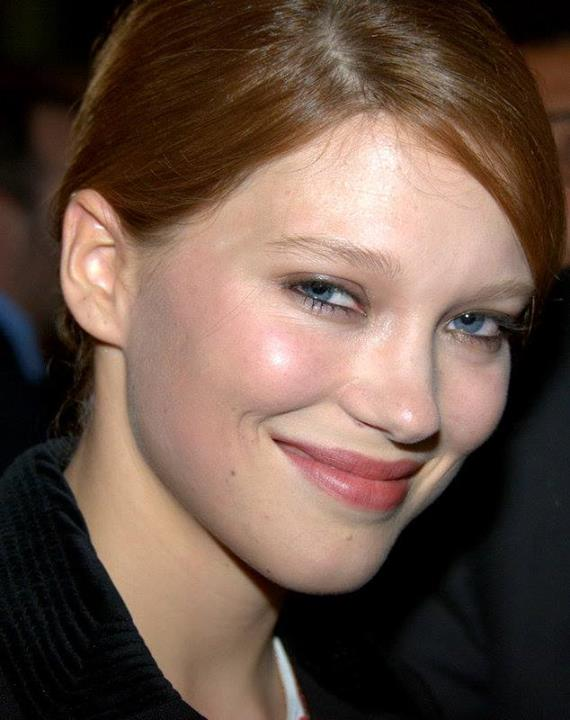
Léa Seydouxová 2014

| Rok  | Název filmu                                    | Role                     | Režie                              |
| ---- | ---------------------------------------------- | ------------------------ | ---------------------------------- |
| 2006 | Posedlé tancem                                 | Aurore                   | Sylvie Ayme                        |
| 2007 | 13 French Street                               | Jenny                    | Jean-Pierre Mocky                  |
| 2007 | Une vieille maîtresse                          | Olivia                   | Catherine Breillat                 |
| 2007 | La Consolation                                 | Camille                  | Nicolas Klotz a Élisabeth Perceval |
| 2008 | Krásná Junie                                   | Junie                    | Christophe Honoré                  |
| 2008 | Des poupées et des anges                       | Gisèle                   | Nora Hamdi                         |
| 2008 | O válce                                        | Marie                    | Bertrand Bonello                   |
| 2009 | Hanebný pancharti                              | Charlotte LaPadite       | Quentin Tarantino                  |
| 2009 | Plein sud                                      | Léa                      | Sébastien Lifshitz                 |
| 2009 | Des illusions                                  | dívka v metru            | Étienne Faure                      |
| 2009 | Lurdy                                          | Maria                    | Jessica Hausner                    |
| 2010 | Robin Hood                                     | Isabela z Angoulême      | Ridley Scott                       |
| 2010 | Sans laisser de traces                         | Fleur                    | Grégoire Vigneron                  |
| 2010 | Drahá Prudence                                 | Prudence Friedmann       | Rebecca Zlotowski                  |
| 2010 | Tajemství Lisabonu                             | Branca de Montfort       | Raúl Ruiz                          |
| 2011 | Mission: Impossible – Ghost Protocol           | Sabine Moreau            | Brad Bird                          |
| 2011 | Půlnoc v Paříži                                | Gabrielle                | Woody Allen                        |
| 2011 | Le Roman de ma femme                           | Eve                      | Jamshed Usmonov                    |
| 2012 | Sbohem, královno                               | Sidonie                  | Benoît Jacquot                     |
| 2012 | Sestra                                         | Louise                   | Ursula Meier                       |
| 2013 | Život Adèle                                    | Emma                     | Abdellatif Kechiche                |
| 2013 | Grand Central                                  | Karole                   | Rebecca Zlotowski                  |
| 2014 | Kráska a zvíře                                 | Kráska                   | Christophe Gans                    |
| 2014 | Grandhotel Budapešť                            | Clotilde                 | Wes Anderson                       |
| 2014 | Saint Laurent                                  | Loulou de la Falaise     | Bertrand Bonello                   |
| 2015 | Spectre                                        | Madeleine Swann          | Sam Mendes                         |
| 2015 | Humr                                           | velitelka bandy samotářů | Yorgos Lanthimos                   |
| 2015 | Deník komorné                                  | Célestine                | Benoît Jacquot                     |
| 2016 | Je to jen konec světa                          | Suzanne                  | Xavier Dolan                       |
| 2018 | Kursk                                          | Tanya                    | Thomas Vinterberg                  |
| 2018 | Zoe                                            | Zoe                      | Drake Doremus                      |
| 2019 | Slitování                                      | Claude                   | Arnaud Desplechin                  |
| 2021 | Není čas zemřít                                | Madeleine Swann          | Cary Joji Fukunaga                 |
| 2021 | Francouzská depeše Liberty, Kansas Evening Sun | Simone                   | Wes Anderson                       |
| 2021 | France                                         | France de Meuers         | Bruno Dumont                       |
| 2021 | Miloval jsem svou ženu                         | Lizzy                    | Ildikó Enyedi                      |
| 2021 | Klam                                           | Milenka                  | Arnaud Desplechin                  |
| 2022 | Zločiny budoucnosti                            | Caprice                  | David Cronenberg                   |
| 2022 | Un beau matin                                  | Sandra Kinsler           | Mia Hansen-Løve                    |
| 2023 | Party of Fools                                 | Fanni                    |                                    |
| 2023 | La Bête                                        | Gabrielle                | Bertrand Bonello                   |
| 2023 | Emmanuelle                                     | Emmanuelle               | Audrey Diwan                       |
| 2023 | Dune: Part Two                                 | Margot Fenring           | Denis Villeneuve                   |